# Championnat de Turquie de football de deuxième division 2008-2009
Navigation
Bank Asya 1. Lig 2007-2008 Bank Asya 1. Lig 2009-2010
Le championnat de Turquie de football D2 2008-2009 est un championnat qui a opposé des équipes de football de deuxième division turque en 2008-2009. Le championnat a opposé dix-huit clubs en une série de trente-quatre rencontres jouées durant la saison de football.
Les deux premières places de ce championnat permettent d'accéder directement en Süper Lig la saison suivante. Les quatre équipes suivantes sont qualifiées pour les barrages de promotion, qui déterminent la troisième équipe promue.

## Classement
Kaynak: tff.org
| Rang | Équipe                | J  | V  | N  | D  | BP | BC | Diff | Pts |
| ---- | --------------------- | -- | -- | -- | -- | -- | -- | ---- | --- |
| 1    | Manisaspor            | 34 | 17 | 13 | 4  | 64 | 37 | 27   | 64  |
| 2    | Diyarbakırspor        | 34 | 18 | 8  | 8  | 39 | 27 | 12   | 62  |
| 3    | Boluspor              | 34 | 16 | 8  | 10 | 49 | 35 | 14   | 56  |
| 4    | Kasimpasaspor         | 34 | 15 | 10 | 9  | 45 | 27 | 18   | 55  |
| 5    | Altay SK              | 34 | 13 | 16 | 5  | 50 | 39 | 11   | 55  |
| 6    | Karşıyaka SK          | 34 | 13 | 12 | 9  | 35 | 29 | 6    | 51  |
| 7    | Kardemir Karabükspor  | 34 | 12 | 13 | 9  | 51 | 48 | 3    | 49  |
| 8    | Adanaspor             | 34 | 13 | 9  | 12 | 38 | 38 | 0    | 48  |
| 9    | Rizespor              | 34 | 13 | 8  | 13 | 39 | 44 | -5   | 47  |
| 10   | Orduspor              | 34 | 13 | 6  | 15 | 48 | 44 | 4    | 45  |
| 11   | Kayseri Erciyesspor   | 34 | 10 | 11 | 13 | 45 | 43 | 2    | 41  |
| 12   | Kartalspor            | 34 | 10 | 11 | 13 | 33 | 37 | -4   | 41  |
| 13   | Gaziantep B.B.        | 34 | 10 | 10 | 14 | 35 | 40 | -5   | 40  |
| 14   | Giresunspor           | 34 | 12 | 4  | 18 | 35 | 48 | -13  | 40  |
| 15   | Samsunspor            | 34 | 11 | 6  | 17 | 35 | 47 | -12  | 39  |
| 16   | Sakaryaspor           | 34 | 11 | 6  | 17 | 44 | 50 | -6   | 39  |
| 17   | Güngören Belediyespor | 34 | 10 | 6  | 18 | 35 | 56 | -21  | 36  |
| 18   | Malatyaspor           | 34 | 8  | 5  | 21 | 32 | 63 | -31  | 29  |

En gras : Équipes promues en Championnat de Turquie de football 2009-10
|  | Promu direct en Championnat de Turquie de football 2009-10         |
|  | Barrage de promotion en Championnat de Turquie de football 2009-10 |
|  | Relégation en TFF 2. Lig                                           |

## Barrage de promotion

### Demi-finales
| 15 mai 2009 16.00 | Boluspor | 0 – 0 (2 – 3 pen.) | Karşıyaka SK | Yenikent ASAŞ Stadı, Ankara Hakem: Deniz Çoban |  |
|                   |          |                    |              |                                                |  |

| 15 mai 2009 20.30 | Kasimpasaspor | 1 – 1 (4 – 2 pen.) | Altay SK      | Yenikent ASAŞ Stadı, Ankara Hakem: Özgüç Türkalp |  |
|                   | Erhan 58e     |                    | csc Askou 64e |                                                  |  |

### Finale
| 15 Mai 2009 20.30 | Karşıyaka SK | 1 – 2 (a.p.) | Kasimpasaspor          | Yenikent ASAŞ Stadı, Ankara Hakem: Bünyamin Gezer |  |
|                   | Ferhat 2e    |              | Erhan 55e Hüseyin 113e |                                                   |  |

Kasımpaşa est promu en Championnat de Turquie de football 2009-10.

## Meilleurs buteurs
- Bruno Mezenga (Orduspor) : 21 buts
- Özgürcan Özcan (Sakaryaspor) : 17 buts
- Emrah Bozkurt (Diyarbakırspor) : 16 buts

## Sources
- Site officiel de la TFF